# كيري
كيري هي بلدة إيطالية وكومونا في مدينة تورينو الحضرية الواقعة في إقليم بيمنتة في شمال غرب البلاد، وتبعد البلدة حوالي 11 كم جنوب شرق مدينة تورينو.